# Crater Lake
Crater Lake és el llac més profund dels Estats Units, amb 655 metres de fondària, el segon d'Amèrica del Nord (després del Gran Llac de l'Esclau) i el novè del món. Si es té en compte només aquells llacs que estan totalment per sobre del nivell del mar, seria el més profund de fondària mitjana.Crater Lake és al Comtat de Klamath  (Oregon), essent Medford (Oregon) la població més propera. Es va formar per l'esfondrament del volcà Mount Mazama, d'aquí que ocupi la seva caldera, formada bàsicament per riodacita. És cèlebre pel blau intens de les seves aigües i pel parc natural que l'envolta: el Parc Nacional Crater Lake.
No hi ha rius que surtin del llac o que hi desemboquin, sinó que l'aigua es renova pel procés natural d'evaporació i precipitacions. El clima predominant, subalpí, manté les temperatures baixes i ajuda al manteniment d'aquest cicle. L'aïllament del llac fa que hi hagi poques espècies de peixos, mentre que la flora és molt abundant. Pel mateix motiu, les aigües són especialment pures.
Enmig del llac s'alça un arbre, conegut com a Old Man of the Lake, que té més d'un segle d'antiguitat. El llac inclou també dues illes interiors, Wizard Island i Phantom Ship (la qual rep el seu nom, que significa "Vaixell Fantasma", pel relleu rocós que imita una nau en els dies de boira).

## Història
Està considerar un lloc sagrat per la tribu dels klamaths. Expliquen una llegenda segons la qual el déu del cel Skell i el déu de l'inframón Llao van lluitar en aquesta regió. Durant la batalla van destruir el mont Mazama, que en caure va formar un enorme forat que posteriorment seria el llac. Diversos rituals màgics klamaths inclouen rutes iniciàtiques pel llac.
John Wesley Hillman va ser el primer home occidental en explorar la regió (buscant vetes interessants durant la febre de l'or de Califòrnia) i va descobrir el llac en 1853. El va anomenar Deep Blue Lake, impressionat pel color de les seves aigües. Posteriorment fou rebatejat Lake Majesty i finalment va adoptar el nom oficial de Crater Lake fent referència al seu origen volcànic. S'ha convertit en una de les principals atraccions turístiques de la regió.